# Unique Priscilla
Unique Priscilla Mauretha Hadisoemartho (Yakarta, 21 de septiembre de 1970) es una actriz y presentadora de televisión de entretenimiento indonesia, conocida simplemente como Cilla o Unique Priscilla. En su vida personal ella estuvo casada con el actor Bucek Depp, quien fue el exmarido de la cantante de pop Titi DJ, con quien tuvo un hijo y más adelante con un magnate del petróleo Aminzar Rifky Zarkoni, con quien tiene un hijo. Es la primera de las hijas del matrimonio formado por Kusbanu Hadisoemarto y Baby Maureen, la mayor de dos hermanos.

## Cinematografía

### Filmes
- Kuldesak (1998)
- Virgin (2004)
- Mirror (2005)
- Heart (2006)
- Hantu Bangku Kosong (2006)
- Love is Cinta (2007)
- Raga 11.11.11  (2011)
- This is Cinta (2015)
- Surga Di Telapak Kaki Ibu (2016)
- Raksasa Dari Jogja (2016)
- Beauty and The Best (2016)

### Telenovelas
- Kafe Biru (1996)
- Aku, Perempuan dan Lelaki Itu (1996)
- Anak Menteng (1997)
- Permata Hati
- Pacar Pilihan
- Bingkisan Untuk Presiden
- Angin Rumput Savana
- Sepanjang Jalan Kenangan
- Mata Ketiga
- Cinta dan Julia
- Sherina
- Dunia Tanpa Koma (2006)
- Heart (series 1) (2007)
- Sentuh Hatiku (2007)
- Cinta Salsabilla (2012)
- Heart Series 2 (2013)
- Marmut Merah Jambu Series (2015)
- Cinta dari Surga (2017)
- Cinta Di Pangkuan Himalaya (2017)